# Матеус Брессанеллі
Матеус Сімонете Брессанеллі (порт. Matheus Simonete Bressaneli), більш відомий як Брессан (порт. Bressan, нар. 15 січня 1993, Кашиас-до-Сул) — бразильський футболіст, захисник клубу «Греміо».

## Ігрова кар'єра
Народився 15 січня 1993 року в місті Кашиас-до-Сул на півдні Бразилії. Починав займатися футболом в команді рідного міста «Жувентуде», де і дебютував на професійному рівні в 2010 році. Він зіграв свій перший матч 21 березня в гостьовому матчі Ліги Гаушу проти «Нову-Амбургу». Його команда поступилася з рахунком 1:3. Загалом в рідній команді провів три сезони, взявши участь у 6 матчах чемпіонату та 9 матчах Ліги Гаушу.
По закінченні сезону 2012 Брессан перейшов в «Греміо». У 2013 році був твердим гравцем основного складу своєї команди, якою керував Вандерлей Лушембурго, допоміг «Греміо» стати віце-чемпіоном Бразилії. У 2014 році Брессан також часто з'являвся на полі, однак втратив місце в основі, переважно виходячи на заміну.
5 січня 2015 року продовжив контракт з «триколірними» на два роки, і в той же день був відданий в оренду в «Фламенго». У серпні повернувся в «Греміо», але знову основним гравцем не був. 
У другій половині 2016 року знову відправився в оренду, на цей раз в уругвайський «Пеньяроль». У складі «аурінегрос» бразилець зіграв в 11 матчах уругвайської Прімери і в двох матчах Південноамериканського кубка. В останньому турнірі відзначився забитим голом у ворота «Спортіво Лукеньйо». Цей гол на 93-й хвилині дозволив «Пеньяролю» піти від поразки — 1:1, проте парагвайський суперник все одно пройшов у Другий раунд за рахунок голу, забитого на чужому полі.
Після повернення в «Греміо» Брессан продовжив боротися за місце в основі. Він зіграв у 17 (з 38) матчах бразильської Серії A, чотирьох — Кубка Бразилії, двох матчах Прімейри-ліги і лише в одній зустрічі в рамках Ліги Гаушу. У розіграші Кубка Лібертадорес Брессан також в основному виконував роль запасного гравця. Він провів весь матч у важливому виїзному поєдинку групового етапу проти парагвайського «Гуарані» 20 квітня (1:1). В наступний раз з'явився на полі у першому чвертьфіналі проти «Ботафого» 13 вересня (0:0). Третій матч Брессан зіграв у матчі-відповіді фіналу з «Ланусом», оскільки через перебор жовтих карток не зміг зіграти основний захисник «Греміо» Вальтер Каннеманн. Брессан дуже успішно замінив товариша по команді і допоміг своїй команді здобути перемогу 2:1 (3:1 за сумою двох матчів) і виграти трофей. Він зіграв у фіналі 82 хвилини і був замінений на Рафаела Тьєре. Станом на 12 грудня 2017 відіграв за команду з Порту-Алегрі 82 матчі в національному чемпіонаті.

## Збірна
У 2011 році Бресан виступав за молодіжну збірну Бразилії. У 2015 році в складі збірної до гравців не старше 23 років завоював бронзові медалі Панамериканських ігор у Канаді.

## Титули і досягнення
- Бронзовий призер Панамериканських ігор: 2015
- Володар Кубка Лібертадорес (1):

«Греміо»: 2017
- Переможець Рекопи Південної Америки (1):

«Греміо»: 2018